# Monoxenus spinator
Monoxenus spinator är en skalbaggsart som beskrevs av Hermann Julius Kolbe 1894. Monoxenus spinator ingår i släktet Monoxenus och familjen långhorningar. Inga underarter finns listade i Catalogue of Life.